# Varghese Payyappilly Palakkappilly
Varghese Payyappilly Palakkappilly (ur. 8 sierpnia 1876 w Konthuruthy, zm. 5 października 1929 w Ernakulam) – hinduski duchowny katolicki obrządku syromalabarskiego, Czcigodny Sługa Boży Kościoła katolickiego.

## Życiorys
Varghese Payyappilly Palakkappilly urodził się szlacheckiej i bogatej rodzinie. Rozpoczął naukę w szkole podstawowej i w szkole parafialnej.
Wstąpił do seminarium w Puthenpally. Po dwóch latach został wysłany na studia do Kandy. W dniu 21 grudnia 1907 roku otrzymał święcenia kapłańskie. Był duszpasterzem parafii w Kadamakudy oraz w Alangad. W 1913 został dyrektorem szkoły w Alwaye, gdzie pracował aż do śmierci. W 1927 założył instytut zakonny Ubogich Sióstr. W dniu 19 września 1929 roku został przewiedziony do szpitala, gdzie po szczegółowych badaniach zdiagnozowano dur brzuszny. Zmarł 5 października 1929 w opinii świętości i został pochowany w rodzinnej parafii.
6 września 2009 roku rozpoczął się jego proces beatyfikacyjny. 14 kwietnia 2018 papież Franciszek podpisał dekret o heroiczności jego cnót.